# Stazione di Koga (Ibaraki)
La stazione di Koga (古河駅?, Koga-eki) è una stazione ferroviaria situata della città di Koga, nella prefettura di Ibaraki, ed è servita dalla linea principale Tōhoku sulla quale sono esercitati i servizi Utsunomiya e Shōnan-Shinjuku della JR East.

## Servizi ferroviari
East Japan Railway Company
■ Linea Utsunomiya (Tōhoku)
■ Linea Shōnan-Shinjuku

## Struttura
La stazione è dotata di due marciapiedi a isola con quattro binari su viadotto.
| 1-2 | ■ Linea Utsunomiya      | per Oyama, Utsunomiya e Kuroiso                |
| 3-4 | ■ Linea Utsunomiya      | per Ōmiya, Akabane e Ueno                      |
| 3-4 | ■ Linea Shōnan-Shinjuku | per Ōmiya, Shinjuku, Yokohama, Ōfuna e Odawara |

## Stazioni adiacenti
| «                     | Servizio                                              | »                     |
| Linea Utsunomiya      | Linea Utsunomiya                                      | Linea Utsunomiya      |
| Linea Shōnan-Shinjuku | Linea Shōnan-Shinjuku                                 | Linea Shōnan-Shinjuku |
| --------------------- | ----------------------------------------------------- | --------------------- |
| Kurihashi             | Locale Locale Shōnan-Shinjuku                         | Nogi                  |
| Kuki                  | Rapido Rabbit Rapido Pendolari Rapido Shōnan-Shinjuku | Oyama                 |